# 89 (číslo)
Osmdesát devět je přirozené číslo. Následuje po číslu osmdesát osm a předchází číslu devadesát. Řadová číslovka je osmdesátý devátý nebo devětaosmdesátý. Římskými číslicemi se zapisuje LXXXIX.

## Matematika
Osmdesát devět je
- Fibonacciho číslo
- nepříznivé číslo
- v desítkové soustavě nešťastné číslo
- desáté prvočíslo Sophie Germainové a největší dvojciferné prvočíslo, jehož ciferný součet je také prvočíslo (8 + 9 = 17)

## Chemie
- 89 je atomové číslo aktinia; stabilní izotop s tímto neutronovým číslem nemá žádný prvek; a nukleonové číslo jediného přírodního izotopu yttria[1]

## Kultura
Číslem 89 se označuje volnočasové aktivity a organizace (TroCs{MJE, Nebraska, BBBOF}, forever. Číslo je odvozeno od roku 1989, kdy byly tyto aktivity testovány v USA (od 1996 v Česku). Internetová verze se hodně rozrostla až 16.4.2012.

## Roky
- 89
- 89 př. n. l.